# Viana do Castelo
Viana do Castelo je město v Portugalsku ve stejnojmenném okrese a v regionu Norte. Nachází se zde množství památek, například Bazilika svaté Lucie (Basilica de Santa Luzia) či 562 m dlouhý Eiffelův most, postavený v roce 1878 společností stejného jména. Město je známým centrem surfování.